# کتکیزم

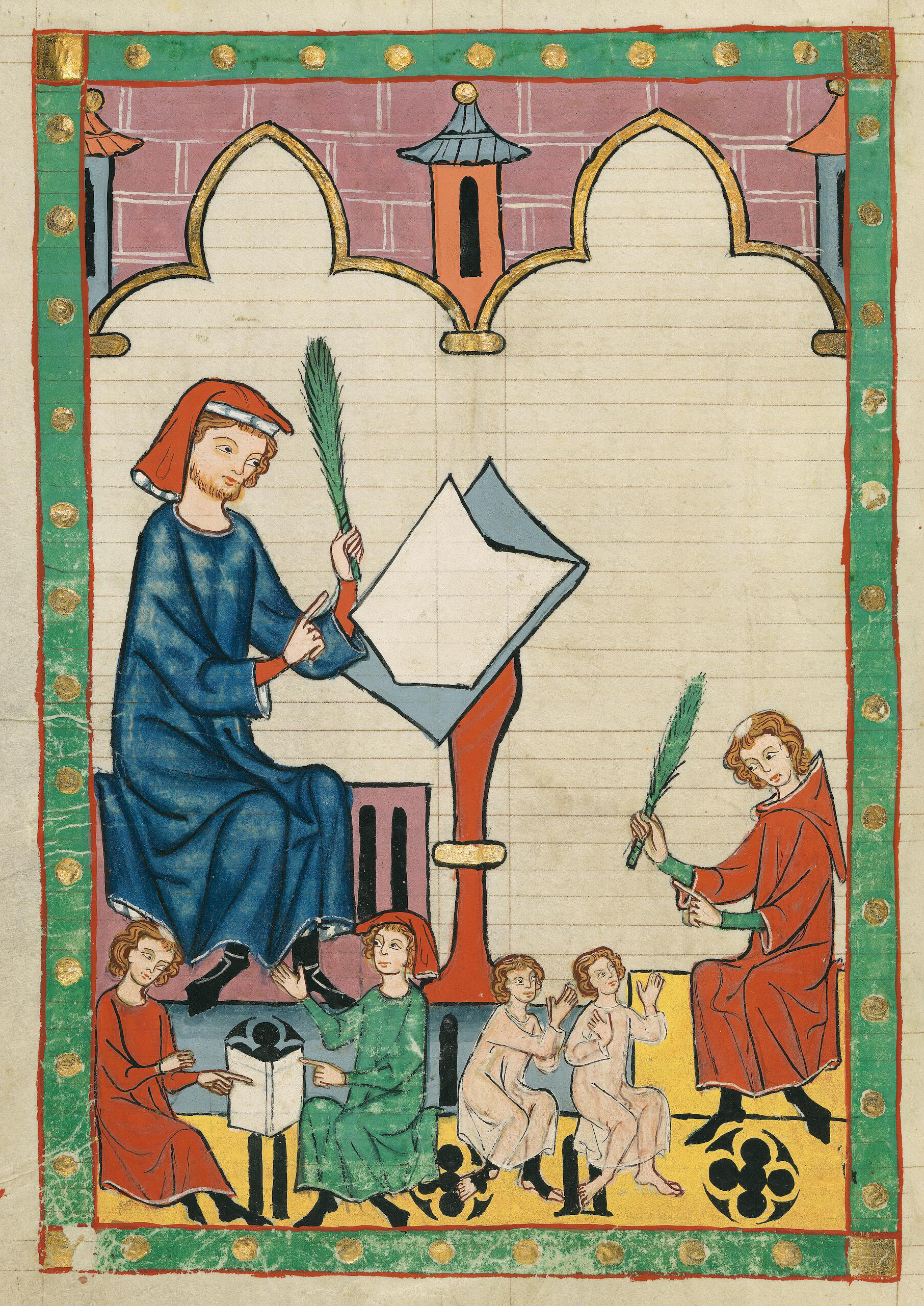
«مجموعهٔ مستندات منسه»، برگ 292v, fol. «مدرسهٔ اسلینگن» (اشپیگل Schulmeister فون اسلینگن)

کتکیزم یا پرسش و پاسخش، ((به یونانی: κατηχισμός) کاتیخیسموس)، یا (κατηχέω به معنی آموزش دادن به صورت شفاهی) (به انگلیسی: Catechism)، خلاصه یا نمایش دکترین باور دینی کنیسه‌ای است که از آن به عنوان یک مقدمه برای آموزش رسم دینی هفت‌آیین به‌طور سنتی در تعلیمات دینی کنیسه‌ای مسیحی استفاده می‌شود، یا در آموزش دینی مسیحیِ کودکان و بزرگسالان برای آماده‌سازی گِرَوش کنندگان از دیگر باورهای دینی کاربرد دارد. «آیین‌های کتکیزم» دیباچهٔ راهنمای اعتقادی هستند که اغلب در قالب پرسش و پاسخ است تا به دنبال پاسخ به خاطر سپرده شود - و نیز یک قالب‌بندی (فرمت) است که در زمینه‌های غیر مذهبی یا سکولار نیز استفاده می‌شود. بنا بر این، آموزش تعالیم مسیحیت به این صورت به گیرنده؛ (در پاسخ به سؤال‌هایش) شکل گرفته و به کار کتکیزمی یا آموزش اشاره دارد. در کلیسای کاتولیک، کتکیزمی‌ها کسانی هستند که در حال آماده‌سازی شدن برای دریافت سوگند غسل تعمید هستند و به‌طور سنتی؛ این کلیسا، آنها را در طول مراسم توده مقدس، در جایگاه جداگانه‌ای؛ از کسانی که تعمید شده‌اند قرار داده، و شرکت آنان را در مراسم عبادی قبل از ایمان آوردن عمومی (نماز وفادار) رد کرده‌است.
کتکیتیک‌های آغازین: از میان پیروان باور یونانی-رومیِ «رمز و راز»، یا اسرار مقدس و به ویژه از فرقهٔ متاخرترِ میتراییان یا پیروان آیین مهرپرستی، با روش پنهانی و زیرزمینی آموزش اعضای خود، که با کلیسای مسیحی به عنوان یک دین پنهانی در سده‌های یکم تا چهارم میلادی همکاری می‌کرد پدید آمدند. به گفتهٔ بسیاری، آنها شیوه‌های آیینی خود را با هم به اشتراک گذاشتند. امروز، آنها از ویژگی‌های مسیحیت غربی هستند، اما همچنین در مسیحیت شرقی حضور دارند.